# 焼島駅
焼島駅（やけじまえき）は、新潟県新潟市東区榎町にある日本貨物鉄道（JR貨物）信越本線貨物支線の貨物駅である。

## 駅概要
当駅は、専用線発着のコンテナ貨物および車扱貨物の取扱駅であり、新潟貨物ターミナル駅が管理する駅の一つである。駅名の「焼島」は、かつて通船川河口に存在した中州の名に由来する。
地上駅であり、北越コーポレーション新潟工場の東に位置する。駅は着発線や数本側線があるのみで小規模である。駅から北越コーポレーション新潟工場へ専用線が伸びており、当駅では同工場で生産された紙製品の発送がある。発送先は関東地方が主で、隅田川駅構内の「エフ・プラザ隅田川（隅田川ニッソウセンター）」へ送る輸送も行われている。2008年に9号抄紙機の稼動に伴い、新しいコンテナ扱いの専用線を開設した。JRになってから新しく開設されたコンテナ専用線は初めてのことで、車扱貨物の専用線を含めても山陰本線岡見駅の専用線に続いて2件目である。新専用線の総工費は約1億円 で、当駅の東新潟港駅方約50mのところから分岐して、線路長は約210m、新専用線用のコンテナ荷役用のコンテナホームは工場内に9両編成対応のものが2面あり、総面積9000平方メートル、1日あたり12フィートコンテナ85個の取り扱いが可能。専用線を用いた輸送割合はおよそ36%である。新潟貨物ターミナル駅まで専用列車で運び、そこから高速貨物列車に継送して主に熊谷貨物ターミナル駅、隅田川駅へ発送される予定となっている。
駅構内や専用線内の入換作業は新潟貨物ターミナル駅の社員が行っている。
当駅を発着する貨物列車は、午前中に隅田川駅から返送の定期列車の到着、新潟貨物ターミナル駅から返送のコンテナ車を連結した臨時列車の到着、および当駅から新潟貨物ターミナル駅へ交番検査に出す貨車を連結した定期列車が各1本ずつ設定されている。午後には当駅から隅田川駅へ発送の定期列車の発車、新潟貨物ターミナル駅へ発送のコンテナ車を連結した臨時列車の発車、および新潟貨物ターミナル駅から返送の交番検査を完了した貨車を連結した定期列車の到着が各1本ずつ設定されている。なお、新潟貨物ターミナル駅発着の臨時コンテナ列車はそこから別のコンテナ列車によって発送先へと継走される。
かつては、駅周辺にある日本鋼管新潟製造所（のちに改組され、現在はJFE精密本社工場）や旭カーボン本社工場などへ続く専用線もあった。旭カーボン線からは、西武鉄道小川駅（ブリヂストン東京工場）向けのカーボンブラックが発送されていた。また2010年10月4日発の列車まで有蓋車ワム80000形を使用した輸送が行われていたが、コンテナ輸送に切り替えられて廃止となった。1997年まではワキ5000形も使用されていた。

## 歴史
- 1941年（昭和16年）9月1日：開業[5]。

新潟周辺鉄道路線図

- 1969年（昭和44年）7月3日：新駅舎使用開始[6]。
- 1987年（昭和62年）4月1日：国鉄分割民営化により、JR貨物の駅となる[5]。
- 2008年（平成20年）7月3日：工場内のコンテナホームの使用開始式を挙行[3]。
- 2010年（平成22年）10月4日：ワム80000形使用列車の最終出発にともないセレモニーを開催[4]。

## 利用状況
- 1972年度 - 車扱 下り発送139トン、下り到着660,540トン、上り発送607,093トン、上り到着607トン
- 1993年度 - 発送 204,943トン、到着不明
- 1994年度 - 発送 212,696トン、到着不明
- 1995年度 - 発送 203,800トン、到着不明
- 1996年度 - 発送 172,942トン、到着不明
- 1997年度 - 発送 164,546トン、到着不明
- 1998年度 - 発送 148,111トン、到着不明
- 1999年度 - 発送 157.5千トン、到着不明
- 2000年度 - 発送 150.8千トン、到着不明
- 2001年度 - 発送 153.9千トン、到着不明
- 2002年度 - 発送 144.8千トン、到着不明
- 2003年度 - 発送 141.1千トン、到着不明
- 2004年度 - 発送 84,050トン、到着 4,261トン
- 2005年度 - 発送 111,865トン、到着 4,950トン

## 駅周辺
- 新潟港西港区（新潟西港）
- 北越コーポレーション 新潟工場
- ENEOS 新潟事業所
- JFE精密 本社工場

## 隣の駅
日本貨物鉄道（JR貨物）
信越本線
上沼垂信号場 - 焼島駅 - 東新潟港駅（休止中）